# 線虫がん検査
線虫がん検査（せんちゅうがんけんさ）は、線虫を利用してがんのリスクを判定する一次スクリーニング検査方法。N-NOSEの名前で株式会社HIROTSUバイオサイエンスにより世界で最初に商用開発され提供された。

## 歴史
2015年に九州大学生物科学部門の広津崇亮助教らの研究グループは、線虫ががん患者の尿には集まり非がん患者の尿から遠ざかる習性があることを発見し、線虫を用い尿によって高精度にがんの有無を識別できることを米国オンライン科学誌PLOS ONEに掲載した。
2016年、広津助教により株式会社HIROTSUバイオサイエンスが設立される。
2020年よりHIROTSUバイオサイエンスが検査サービスとして「N-NOSE」の名前で販売を開始する。
2023年現在、50万人を超える人がこの検査を受けたと発表されている。

## 特徴
線虫がん検査は線虫が判別するため人件費や高価な検査器機が必要なく安価に提供できることも特徴である。また高い特異性と検出感度を持つとして95％精度を喧伝している。しかし後述する疑念も指摘されている。

## 原理
線虫は臭いをかぎ分ける能力にすぐれ、がん患者の尿に集まり（誘引）、健常者の尿から遠ざかる（忌避）習性を利用し、シャーレの上と検査対象と線虫を垂らし、その走性インデックスを記録したものをアルゴリズムで解析しリスクとして判定する。

## 対する疑念
2021年、週刊雑誌に内部告発者の証言という形で線虫がん検査の信頼性への疑義が掲載された。
2023年6月24日、第31回日本がん検診・診断学会総会において、線虫がん検査による高リスク判定者の各病院2次検査におけるがん発見の割合が14人中0人（宮崎市のクリニック）、28人中０人（奈良市の病院）、333人中8人（福岡市のクリニック）という結果が報告された。（なお福岡市の8人中2人はN-NOSEの判定対象の15種類のがんには含まれない甲状腺がん）
さらに同福岡市のクリニックにおいてがんと診断されたばかりの10人の患者の尿でN-NOSEを受けた結果、10人全員が低リスク（陰性）との判定になったことも報告された。
2023年10月現在、線虫がん検査に対して日本核医学会の分科会であるPET核医学分科会のPETがん検診ワーキンググループが実態調査を行い年内にも結果を取りまとめることを目指すと報じられている。